# Onychoblestrum hastingsae
Onychoblestrum hastingsae är en mossdjursart som först beskrevs av Brown 1952.  Onychoblestrum hastingsae ingår i släktet Onychoblestrum och familjen Calloporidae. Inga underarter finns listade i Catalogue of Life.